# 异药花
异药花（学名：Fordiophyton faberi）为野牡丹科异药花属下的一个种。种名faberi以19世纪来中国传教、收集植物的德国植物学家花之安（Ernst Faber, 1839-1899）的名字命名。